# Severndroog Castle
Il castello di Severndroog (in inglese Severndroog Castle) è una torre in stile gotico che si erge sulla collina di Shooters' Hill nel cuore del bosco di campanule di Oxleas Wood situato nel borgo di Greenwich, nel sud est di Londra.
Fu commissionato nel 1784 da Lady Anne James e realizzato dall'architetto Richard Jupp.
Il castello venne costruito in ricordo del commodoro Sir William James, vincitore della battaglia della fortezza di Suvarnadurg (poi reso in inglese con Severndroog) appartenente all'Impero Maratha sulla costa occidentale indiana tra Mumbai e Goa. Dopo la sua morte avvenuta nel 1783, la moglie, Lady Anne James, decise di erigergli un memoriale.
Il castello di interesse storico culturale classificato di Grado II è altro 19 metri, ha una base triangolare con torrette esagonali su ogni lato. La terrazza del castello vanta un panorama spettacolare offrendo la vista non solo di Londra ma anche di sette contee diverse.

## Storia
Nel 1797 la torre fu usata dal generale William Roy durante il rilevamento trigonometrico mirato a collegare l'Inghilterra con la Francia. Per questo il teodolite di Ramsden fu installato sulla cima del castello che rappresentava il punto più alto tra Londra e Parigi. Nel 1848 gli ingegneri reali (Royal Engineers) usarono il castello per il rilevamento di Londra.
Dopo la morte di Lady James nel 1798, il castello passò in mano a vari proprietari privati tra cui l'ex Sceriffo di Londra, l'armatore Barlow e l'imprenditore Thomas Jackson.
Nel 1922 Severndroog Castle venne acquistato dal London County Council che decise di aprirlo al pubblico insieme a un caffè al piano terra. Quando il Greater London Council, che aveva rimpiazzato il London County Council, fu abolito nel 1986 la gestione del castello passò in mano al Greenwich Council.

## Restauro
Nel 1988 a seguito della mancanza di fondi dell'amministrazione locale il castello venne chiuso.
Nel 2002 venne fondato il Severndroog Castle Building Preservation Trust da parte di un gruppo di residenti di Eltham, l'area in cui si trova il castello.
Nel 2004 Severndroog Castle ha partecipato alla serie televisiva Restoration della BBC con lo scopo di ottenere fondi per il restauro e la successiva riapertura al pubblico.
Il 20 luglio 2014 il castello è stato riaperto al pubblico dopo un anno di restauri grazie al supporto dell'Heritage Lottery Fund.
Essendo situato nel bosco millenario di Oxleas Wood, il castello è meta di escursioni che seguono gli itinerari a piedi o in bicicletta del Green Chain Walk e del Capital Ring